# Desmeocraera subnigrans
Desmeocraera subnigrans är en fjärilsart som beskrevs av Paul Mabille 1897. Desmeocraera subnigrans ingår i släktet Desmeocraera och familjen tandspinnare. Inga underarter finns listade i Catalogue of Life.